# Bernie Grundman
Bernie Grundman (Mineápolis, Minnesota, 16 de diciembre de 1943) es un ingeniero de audio estadounidense. Es más conocido por su trabajo de masterización y su estudio, Bernie Grundman Mastering, que abrió en 1983 en Hollywood, California. El estudio, que incluye a los ingenieros Chris Bellman, Patricia Sullivan y Mike Bozzi, dirigió 37 proyectos que recibieron nominaciones a los premios Grammy. En 1997 abrió un estudio en Tokio, Japón.
Grundman y su estudio han ganado numerosos TEC Awards, incluyendo a mejor masterización, y varios premios de producción.